# Menezio (titano)
Menezio (in greco antico: Μενοίτιος?, Menoítios) è un personaggio della mitologia greca ed era uno dei Titani che si schierò dalla parte di Crono durante la Titanomachia.

## Genealogia
Figlio del titano Giapeto ebbe per madre l'oceanina Climene oppure l'oceanina Asia. 
Non sono noti nomi di sue spose o progenie.

## Mitologia
Durante la guerra venne ucciso da Zeus con una folgore ed in seguito relegato nel Tartaro.